# Fenoler

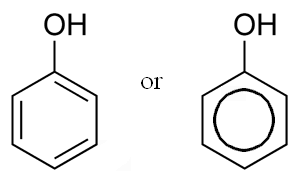
Fenol - den enklaste fenolen

Fenoler (efter fenol) är kolföreningar med en eller flera hydroxigrupper bunden till en eller flera bensenringar.
Fenol och kresol produceras ofta syntetiskt ur bensen och toluen. Fenoler kan även framställas ur stenkolstjära från koksverk eller ur tjära från kolförgasning. Forskning gjord under de senaste 30 till 40 åren visar, att även tjäror från pyrolys och förgasning av biomassa/trä kan vara rik på fenoler. Även lignin som fällts ut från svartlut, som i sin tur kommer från massaindustrin, skulle kunna gå att använda som råvara till fenoler. Forskning kring detta har gjorts på bland annat forskningsinstitutet NREL i USA och även på några amerikanska universitet.
Några fenoler som är mycket vanliga byggstenar till de vanligaste plasterna är fenol, orto- och para-kresol, bisfenol A och andra bisfenoler. Dessa fenoler utgör byggstenar i plaster som polyfenylenoxid (PPO), polykarbonat (PC), epoxiplaster, epoxilim, andra kompositmaterial, kevlarmaterial, etc. Dessa plaster, kompositer och lim används i tillverkningen av bilar, elektronik, datorer, flygplan, etc.